# All About Anna
All About Anna este un film danez, regizat de regizoarea suedeză Jessica Nilsson.

## Tema filmului
Filmul "All About Anna" este o comedie romantică cu scene pornografice, care este orientat după "Pussy-Power-Manifest" care tindea prin anii 1980 să producă filme pornografice pentru femei. Producția este o încercare de a crea un nou gen de filme, care s-ar baza pe fanteziile erotice ale femeilor.

## Acțiunea filmului
În film este prezentată viața tinerei Anna, o creatoare de modă (design). Anna dorește să ducă o viață sexuală liberă, romantică, fără a fi legată de un partner. Atunci când reapare  vechiul ei prieten, devine nesigură. Aventurile ei erotice au loc într-un teatru francez, unde îi va cunoaște pe actorii Pierre și Sophie cu care va avea diferite aventuri amoroase.